# Thomas Holland, 2. Earl of Kent

Wappen von Thomas Holland, 2. Earl of Kent

Thomas Holland, 2. Earl of Kent (* 1350; † 25. April 1397), KG, war ein englischer Adliger und Militärkommandeur des Hundertjährigen Kriegs.

## Herkunft
Thomas Holland war der älteste Sohn von Thomas Holland, 1. Earl of Kent, und Joan of Kent. Er hatte einen jüngeren Bruder, John Holland, 1. Duke of Exeter sowie zwei Schwestern. Als entscheidend für seine Karriere erwies sich die zweite Heirat seiner Mutter, die 1361 den Thronfolger Edward of Woodstock heiratete. Thomas wurde so zum ältesten Halbbruder ihres 1367 geborenen Sohnes Richard, der 1377 als Zehnjähriger englischer König wurde.

## Militärische Karriere
Nach dem Tod seines Vaters wurde Thomas 1360 2. Baron Holand. Da seine Mutter aber bis zu ihrem Tod 1385 die Earlswürde von Kent behielt, hatte er auch nach dem Tod seines Vaters nur geringe eigene Besitzungen und Einkünfte. Seine Ehefrau, die Tochter des wohlhabenden Earls of Arundel, erhielt jedoch von ihrem Vater eine große Mitgift, und sein Stiefvater Edward of Woodstock, der auch sein Taufpate war, übergab ihm drei Landgüter in Yorkshire. 1366 wurde er Captain der englischen Streitkräfte in Aquitanien. Sein Stiefvater schlug ihn während des Feldzugs nach Kastilien im März 1367 in Vitoria zum Ritter. Im April 1367 kämpfte er dort in der Schlacht von Nájera. 1376 wurde er in den Hosenbandorden aufgenommen. Im selben und im folgenden Jahr kämpfte er wieder in Frankreich und begleitete den Earl of Cambridge und Johann, Herzog der Bretagne und Ehemann seiner Schwester Joan mit 2000 Waffenknechten und 3000 Bogenschützen in die Bretagne.

## Günstling von Richard II.
Als sein Halbbruder Richard 1377 König wurde, bekam Thomas großen Einfluss auf den jugendlichen König. Im ersten Jahr der Regierung bewilligte ihm der König ein zusätzliches Einkommen von 200 Pfund jährlich und machte ihn noch 1377 zum Warden of the New Forest. Auch im nächsten Jahr wurden ihm weitere Ämter und Pensionen zugesprochen, so dass er auf ein Jahreseinkommen von zusammen 1000 Pfund kam. Im Dezember 1380 reiste er als Botschafter zu König Wenzel, um eine Hochzeit zwischen Anne, der Schwester des Königs, und Richard II. zu vereinbaren. 1381 wurde er zum Earl of Kent erhoben, und seine Mutter überließ ihm im Oktober 1382 Talworth Manor in Surrey als Residenz.
Beim Ausbruch des Bauernaufstands im Mai 1381 in Kent wurde er zum Captain der königlichen Truppen ernannt und war bei seinem Halbbruder im Tower of London, als die Aufständischen in London einzogen. Im weiteren Verlauf des Aufstands spielte er keine aktive Rolle und war auch nicht dabei, als der König den Aufständischen nach Mile End entgegen zog. Im November 1384 war er Kommandant des von England besetzten Cherbourg. Nach dem Tod seiner Mutter im August 1385 erbt er ihre Besitzungen und war nun ein reicher Peer, doch spielte er während der politischen Umwälzungen von 1386 bis 1389 keine größere Rolle. 1389 wurde er Constable of the Tower und im gleichen Jahr Mitglied des Privy Council. In den 1390er Jahren zog er sich jedoch vom Hof zurück und lebte auf seinen Landsitzen Lyndhurst und Brockenhurst in Hampshire. Im Mai 1391 erhielt er das Amt des Constable von Corfe Castle und wurde im Juli 1396 zum Constable von Carisbrooke Castle ernannt, doch starb er kurz darauf und wurde in Bourne Abbey in Lincolnshire beigesetzt.
Thomas Holland war eher eine Nebenfigur unter den Günstlingen Richards II. er galt jedoch als grausam und selbstsüchtig. Zudem wurde ihm vorgeworfen, dass sein Hauptziel die Selbstbereicherung gewesen sei.

## Familie und Nachkommen
Er heiratete 1364 oder 1366 Alice FitzAlan (um 1350–1416), eine Tochter von Richard FitzAlan, 10. Earl of Arundel. Mit ihr hatte er insgesamt neun Kinder, darunter:
- Thomas Holland, 1. Duke of Surrey, 3. Earl of Kent (1374–1400);
- Edmund Holland, 4. Earl of Kent († 1408);
- Eleanor Holland († 1405), ⚭ (1) Roger Mortimer, 4. Earl of March, ⚭ (2) Edward Charlton, 5. Baron Charlton;
- Joan Holland, ⚭ (1) Edmund, Duke of York, ⚭ (2) William Willoughby, 5. Baron Willoughby de Eresby, ⚭ (3) Henry Scrope, 3. Baron Scrope of Masham, ⚭ (4) Henry Bromflete, 1. Baron Vescy;
- Margaret Holland, ⚭ (1) John Beaufort, 1. Earl of Somerset, ⚭ (2) Thomas of Lancaster, 1. Duke of Clarence;
- Eleanor Holland (* 1386; † nach 1413) ⚭ Thomas Montagu, 4. Earl of Salisbury;
- Elizabeth Holland († 1423) ⚭ John, Baron Neville, Sohn von Ralph Neville, 1. Earl of Westmorland.

Seine Witwe Alice blieb bis 1407 Constable von Corfe Castle und zog sich dann nach Beaulieu Abbey zurück, wo sie am 17. März 1416 starb.